# Modlikowice
Modlikowice (deutsch: Modelsdorf) ist ein Dorf in der polnischen Woiwodschaft Niederschlesien im Powiat Złotoryjski. Es ist Teil der Landgemeinde Zagrodno.
Die nächstgelegenen größeren Städte sind Złotoryja, Legnica und Chojnów.

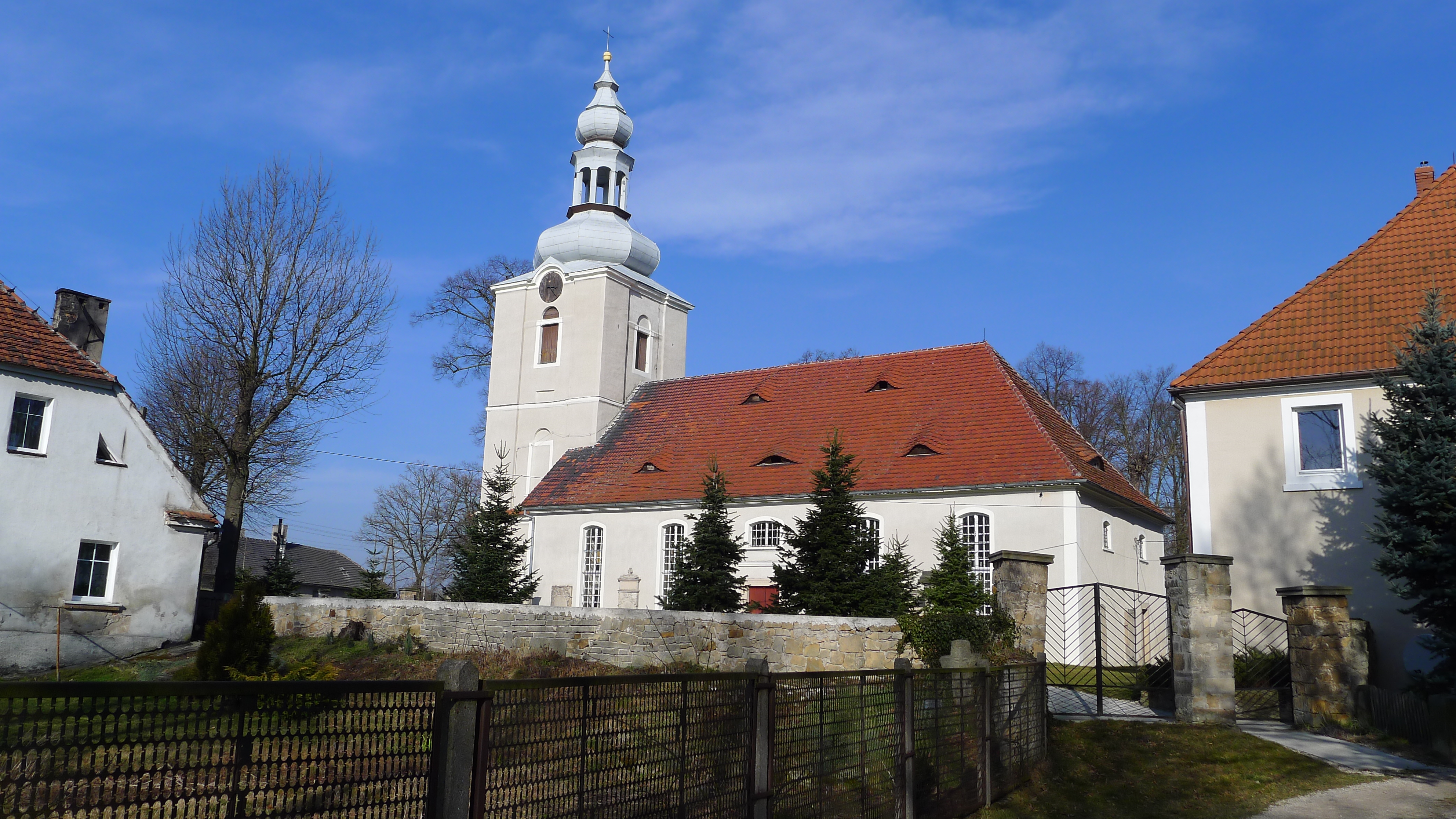
Kirche in Modlikowice

Modelsdorf war bekannt als eines der Dörfer der „Langen Gasse“, der Abfolge von 11 Dörfern am Ufer der Schnellen Deichsa (polnisch: Skorą), einem Nebenfluss der Katzbach (polnisch: Kaczawa).
Von 1975 bis 1998 gehörte das Dorf zur Woiwodschaft Legnica.
Im Dorf existieren zwei Sühnekreuze, sie sind Teil der Friedhofsmauer.